# Charles Beauclerk (2e duc de Saint-Albans)
Pour les articles homonymes, voir Charles Beauclerk et Beauclerk.
Charles Beauclerk, 2e duc de Saint-Albans, (6 avril 1696 – 27 juillet 1751) est un homme politique britannique qui siège à la Chambre des Communes de 1718 à 1726 lorsqu'il accède à une pairie comme Duc de Saint-Albans.

## Famille
Il est le fils de Charles Beauclerk (1er duc de Saint-Albans) et de son épouse Diana de Vere, duchesse de Saint-Albans. Ses grands-parents paternels sont Charles II d'Angleterre et Nell Gwynne. Il est titré comte de Burford jusqu'en 1726. Il fait ses études au Collège d'Eton à partir de 1706 et immatriculé à New College, Oxford, le 24 avril 1714. De 1716 à 1717, il entreprend un Grand Tour en Italie. Le 13 décembre 1722, il épouse Lucie Werden, la fille aînée de John Werden, 2e baronnet.

## Carrière
Il est élu en tant que député pour Bodmin lors d'une élection partielle le 26 février 1718. En 1722, il est réélu comme député de Windsor. Il siège jusqu'en 1726, quand, à la mort de son père, il accède à la pairie et quitte son siège à la Chambre des Communes. Il est nommé maître des faucons en 1726 restant en fonction jusqu'à sa mort. Il est Lord Lieutenant du Berkshire de 1727 à sa mort. En 1730, il est nommé Connétable et gouverneur du château de Windsor et Préfet de la forêt de Windsor. Il est nommé lord de la chambre à coucher en 1738 et occupe le poste jusqu'à sa mort. Il est haut commissaire de Windsor.

## Mariage et descendance
Il a deux enfants avec sa femme :
- George Beauclerk (3e duc de Saint-Albans) (1730-1786) ;
- Diana Beauclerk (c. 1746-1766), mariée avec Shute Barrington (l'un des fils de John Barrington (1er vicomte Barrington)).

Par sa maîtresse et cousine Renée Lennox (1709-1774), fille illégitime de Charles Lennox (1er duc de Richmond) et de sa maîtresse Jacqueline de Mezieres il a une fille :
- Diane Beauclerk-Lennox (1727–?) qui devient la maîtresse du baron Alessandro Mompalalao Cuzkeri.

Et par sa maîtresse Marie-Françoise de la Rochefoucauld, fille de Casimir-Jean-Charles, seigneur de Fontpastour et Chey il a une fille :
- Suzanne Beauclerk, qui épouse Jean IX Nolasque, marquis de Noves et comte de Mimet.

Il est mort en 1751, âgé de 55 ans à Londres et est enterré dans l'abbaye de Westminster.